# Phyllis Brooks

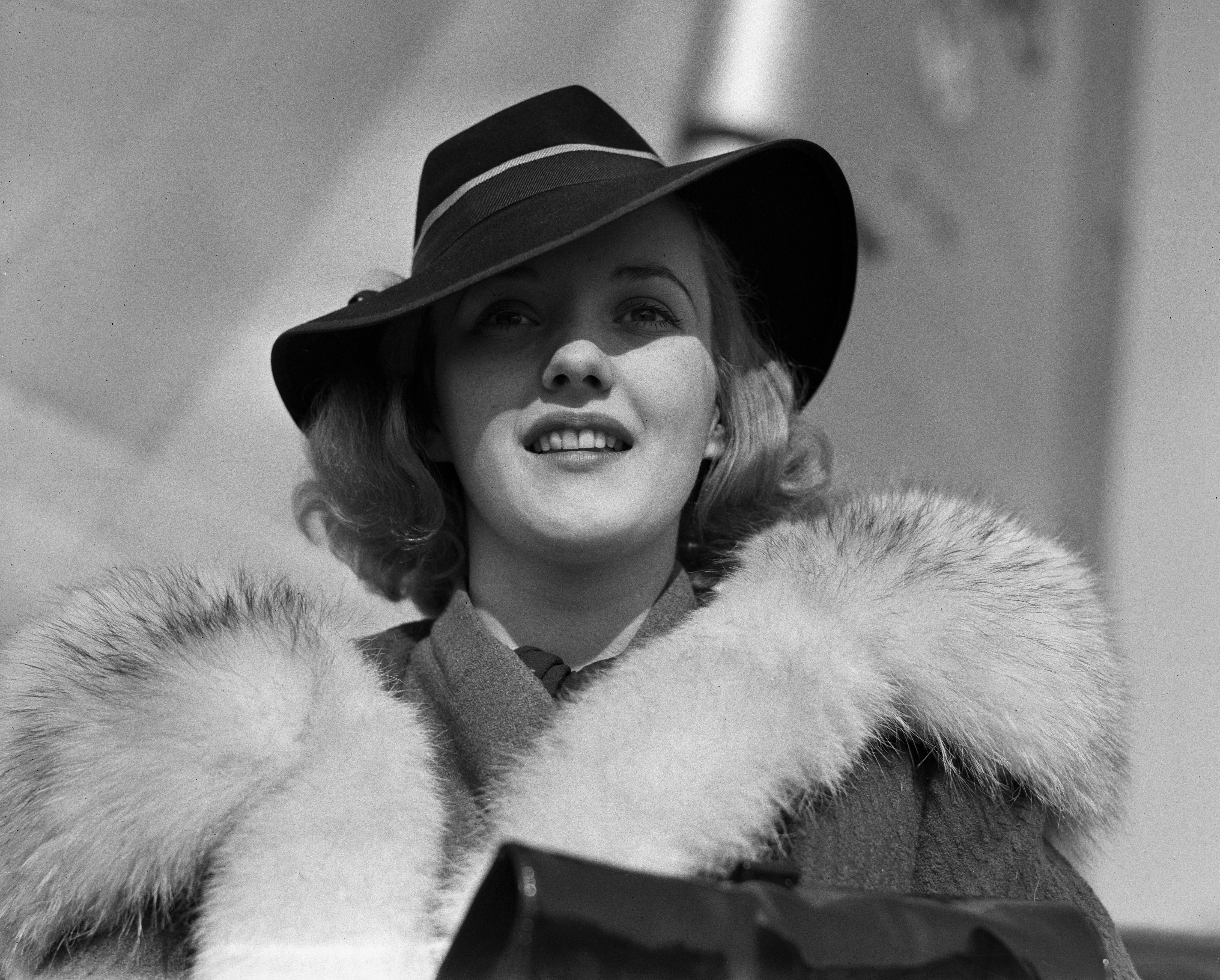
Phyllis Brooks (1937)

Phyllis Brooks (* 18. Juli 1915 in Boise, Idaho; † 1. August 1995 in Cape Neddick, Maine; eigentlich Phyllis Seiler) war eine US-amerikanische Schauspielerin und Fotomodell.

## Karriere
Brooks begann ihre Karriere als Fotomodell, unter anderem für den Zahnpasta-Hersteller Ipana, dessen Reklame sie landesweit als „Ipana Girl“ bekannt machte. Auch stand sie für James Montgomery Flagg und McClelland Barclay Modell. Ihren ersten Filmauftritt hatte sie 1934 in One Exciting Adventure. Es folgten zahlreiche weitere Filme wie Charlie Chan in Honolulu, Shirley auf Welle 303, neben Shirley Temple, oder die weiblichen Hauptrolle in Dangerously Yours neben Cesar Romero.
Obwohl sie ein populärer Star in den 1930er und 1940er Jahren war, blieb ihre Karriere auf B-Filme beschränkt. Ab 1936 trat sie auch am Broadway auf, wo sie mit den Stücken Stage Door (1936–1937) und Panama Hattie (1940–1942) großen Erfolg hatte. Im Zweiten Weltkrieg trat Brooks für die United Service Organizations (USO) auf. Ihre Affäre mit dem Filmstar Cary Grant wurde in der Regenbogenpresse thematisiert. 1945 heiratete sie den späteren Politiker Torbert Macdonald und beendete ihre Karriere Anfang der 1950er Jahre zugunsten des Familienlebens.

## Filmografie (Auswahl)
- 1934: One Exciting Adventure
- 1935: Another Face
- 1936: Marine gegen Liebeskummer (Follow the Fleet)
- 1937: Dangerously Yours
- 1938: Chicago (In Old Chicago)
- 1938: City Girl
- 1938: Charlie Chan in Honolulu
- 1938: Shirley auf Welle 303 (Rebecca of Sunnybrook Farm)
- 1938: Little Miss Broadway
- 1939: Charlie Chan in Reno
- 1939: Lucky to Me
- 1939: Slightly Honorable
- 1941: Abrechnung in Shanghai (The Shanghai Gesture)
- 1943: No Place for a Lady
- 1943: Silver Spurs
- 1944: Die Träume einer Frau (Lady in the Dark)
- 1945: Der Tod wohnt nebenan (The Unseen)

## Bühnenauftritte
- 1936–1937: Stage Door
- 1940–1942: Panama Hattie
- 1941: The Night Before Christmas
- 1945: Round Trip